# Reverse control
Reverse control is een door Marzocchi ontwikkelde voorvork voor trialmotoren. Deze voorvork werd samen met trialrijder Thierry Michaud ontwikkeld. Het was een normale Right Side Up voorvork in de Fantic 305 trialmotor, waarvoor men UPSD eigenschappen claimde. Ook werd deze voorvork gebruikt in de Beta TR 34 en JCM Europa trialmotoren uit 1989.